# Jawa 250 horský typ
Jawa 250 horský typ je československý vzduchem chlazený jednoválcový motocykl, vyráběný firmou Jawa.

## Historie
Jde o variantu typu Jawa 250 Special, vyrobenou v omezeném množství. Vně klikové skříně u řetězového kola primárního převodu byl přišroubován druhý setrvačník motoru. Sloužil k tomu, aby motor údajně  neztrácel rychle otáčky při jízdě do stoupání.

## Motor
Motor vychází z typu 250 Special. Kliková hřídel je uložena na valivých ložiskách. Magneto je na pravé straně. Válec je litinový vybavený vratným vyplachováním Schnürle. V zadní části má sací otvor, na bocích malé záslepky přepouštěcích kanálů, které tvoří horní rádius kanálu, vpředu dva výfukové kanály. Výfuky jsou přišroubované na příruby. Na válec navazuje hliníková hlava s dekompresorem. Primární převod pomocí řetězu

## Rám
Šasi stejné jako Jawa 250 Special,  za motorem byla baterie s usměrňovačem,  nádrž s jednoduchým nápisem  Jawa 

## Technické parametry
- Rám: lisovaný z ocelového plechu
- Suchá hmotnost: kg
- Pohotovostní hmotnost: 115 kg
- Maximální rychlost: 95 km/h
- Spotřeba paliva: 3,5 l/100 km

## Fotogalerie

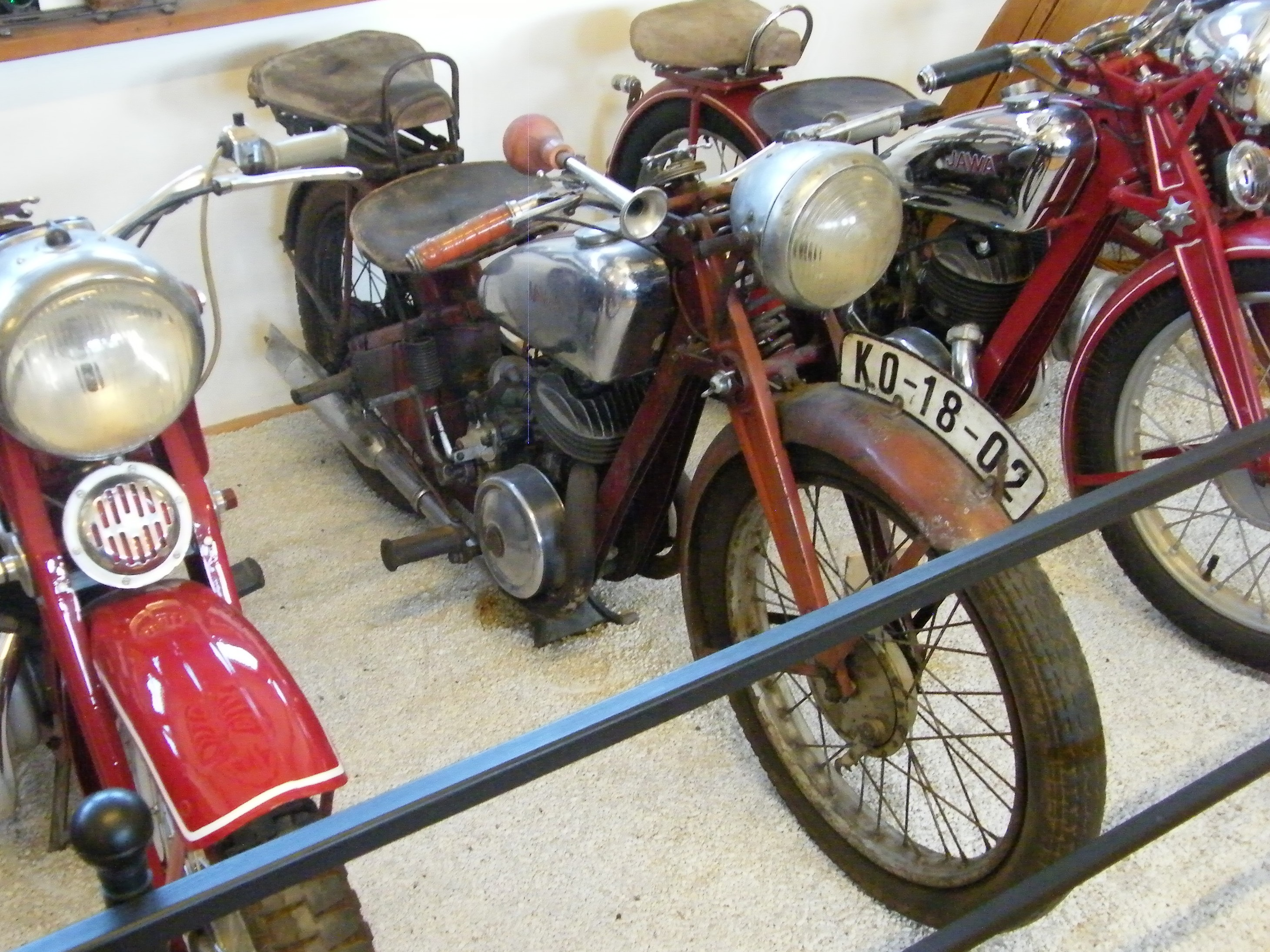
Jawa 250 (1935)
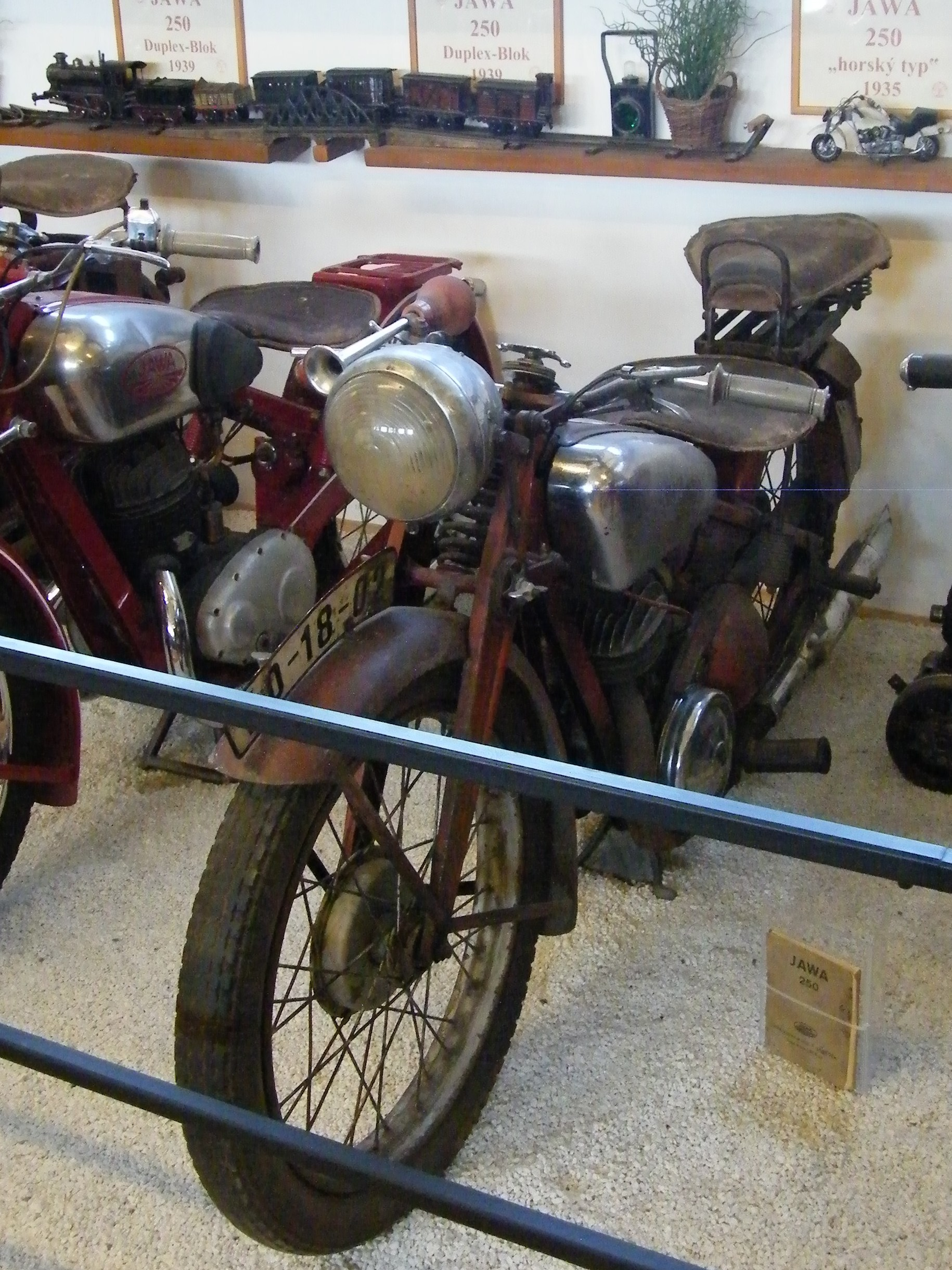
Jawa 250 (1935) - levá strana se setrvačníkem
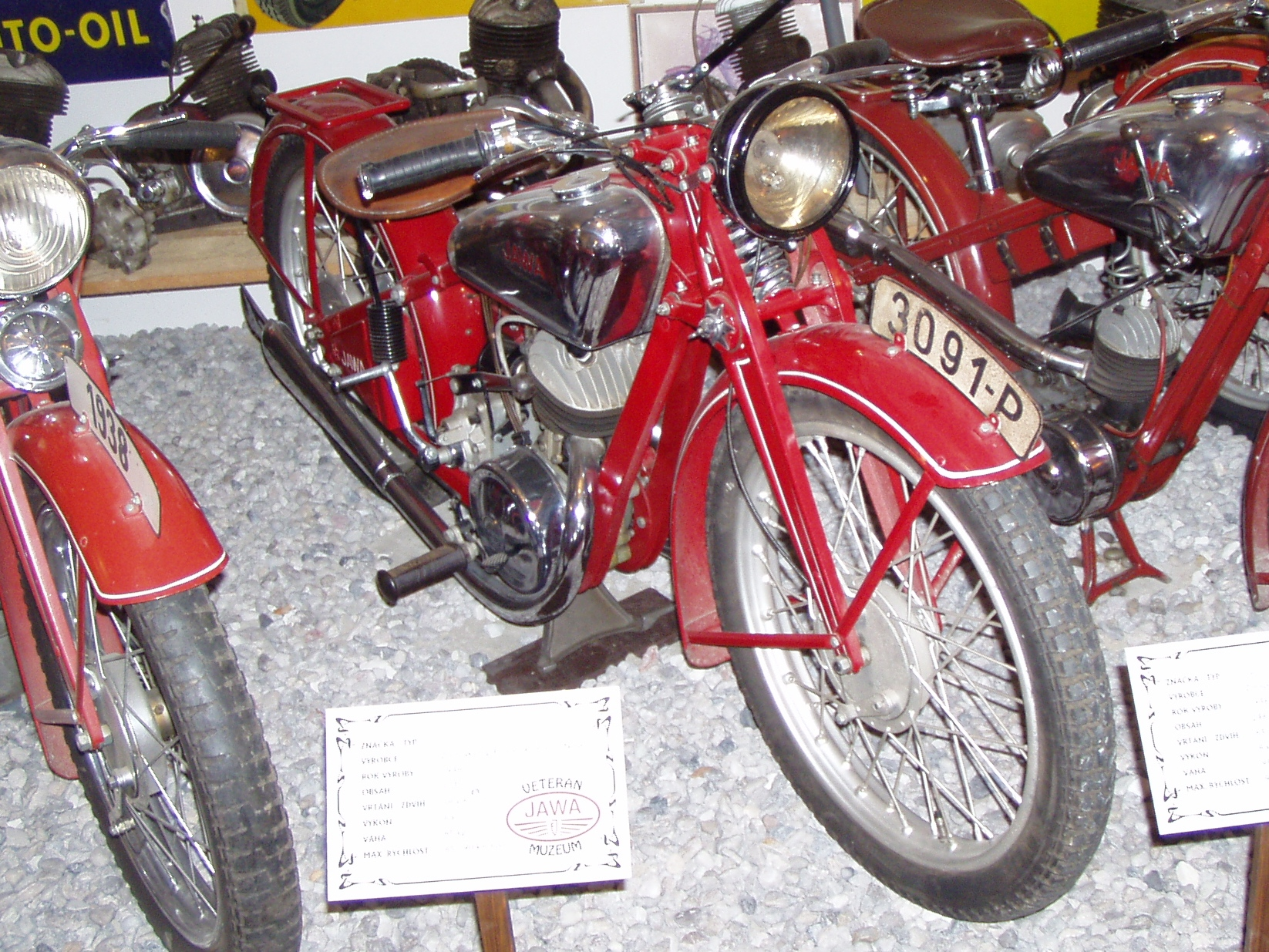
Jawa Duplex 250 (1939)